# Arrondissement Saint-Benoît
Das Arrondissement Saint-Benoît ist eine Verwaltungseinheit des französischen Départements Réunion. Verwaltungssitz (Unterpräfektur) ist Saint-Benoît.
Das Arrondissement bestand bis zur Neuordnung der französischen Kantone im Jahr 2015 aus 6 Gemeinden und 9 Kantonen. Seit 2015 gehören die 6 Gemeinden nur noch 5 Kantonen an.

## Kantone
- Saint-André-1
- Saint-André-2
- Saint-André-3
- Saint-Benoît-1
- Saint-Benoît-2

## Gemeinden
| Gemeinde                    | Einwohner 1. Januar 2022 | Fläche km² | Dichte Einw./km² | Code INSEE | Postleitzahl |
| --------------------------- | ------------------------ | ---------- | ---------------- | ---------- | ------------ |
| Bras-Panon                  | 13.131                   | 88,55      | 148              | 97402      | 97412        |
| La Plaine-des-Palmistes     | 6.920                    | 83,19      | 83               | 97406      | 97431        |
| Saint-André                 | 57.546                   | 53,07      | 1.084            | 97409      | 97440        |
| Saint-Benoît                | 37.585                   | 229,61     | 164              | 97410      | 97470        |
| Sainte-Rose                 | 6.450                    | 177,60     | 36               | 97419      | 97439        |
| Salazie                     | 7.333                    | 103,82     | 71               | 97421      | 97433        |
| Arrondissement Saint-Benoît | 128.965                  | 735,84     | 175              | 9743       | –            |